# Jan Wilsbrug
De Jan Wilsbrug is een vaste brug voor voetgangers en tweewielers in Amsterdam-Zuid.
De brug overspant de Stadiongracht die hier de verbinding vormt tussen het Noorder en Zuider Amstelkanaal. Ze ligt in het verlengde van de Laan der Hesperiden en voert naar het Piet Kranenburgpad, waarlangs ook de Electrische Museumtramlijn Amsterdam rijdt. Ten westen van de brug liggen een aantal eilandjes, die het Park Schinkeleilanden vormen.
Het ontwerp is afkomstig van architect Rob Lubrecht en dateert uit 2003. De brug werd in 2007/2008 in één stuk in Vlissingen gebouwd en door Wagenborg Nedlift per schip/pontons naar haar plaats vervoerd. Er moesten zware Demag mobiele kranen aan te pas komen om de brug eerst op rijdende constructies te krijgen om ze vervolgens op de pontons achter/voor een sleepboot te hijsen. De pontons waren voorzien van draaischamels om beter door de Amsterdamse grachten te kunnen manoeuvreren. De brug werd in de lengte door het Olympiakanaal (kanaal tussen de Schinkel en de Stadiongracht) gevaren. Om dat mogelijk te maken moest brug 1634 even van haar plaats gehaald getakeld worden. Eenmaal in de Stadiongracht werd de brug in haar lengte vervoerd naar de landhoofden en vervolgens 90 graden gedraaid. Toen de brug tussen de landhoofden lag werden de pontons afgezakt en zodoende ook de brug afgevijzeld tot zij op de landhoofden en middenpijler lag. 
De overspanning wordt gedragen door een stalen koker waarop het fietspad ligt. Het voetpad hangt daar als het ware aan de zijkant aan. Opvallend aan de burg is dat ze voor bij het oostelijk deel vlak is en bij het westelijk deel een boogconstructie heeft. De brug is vernoemd naar architect Jan Wils die het ontwerp leverde van het nabijgelegen Olympisch Stadion en de twee in Amsterdam bekende panden voor Citroën aan het Stadionplein.